# Uplink (jeu vidéo)
Pour les articles homonymes, voir Uplink.
Uplink est un jeu vidéo de hacking sorti en 2001 développé par la société britannique Introversion Software pour Windows et Linux, puis porté sur Mac OS par Contraband et Ambrosia Software, iOS et Android.
Il a été réédité sous le titre Uplink: Hacker Elite aux États-Unis, et porte désormais ce nom à la suite de la distribution par la société Strategy First.

## Synopsis
Le joueur incarne un hacker de l'an 2010, et travaillant pour une mystérieuse société : Uplink Corporation. Son métier est d'attaquer des multinationales ; il y gagne de l'argent, des logiciels, du matériel en travaillant pour divers clients. Mais un jour, le joueur reçoit un courrier d'un agent Uplink décédé travaillant pour Andromeda Research Corporation (ARC)...

## Système de jeu
Uplink est une simulation extrêmement stylisée et assez minimaliste. Les hackers du jeu sont dignes d'acteurs de films de hacking tels que Traque sur Internet, Johnny Mnemonic ou WarGames. Les références à certains de ces films sont présentes dans le jeu. Malgré cela, ce jeu reste selon beaucoup de gens irréaliste et exagéré, le thème du hacking dans les jeux vidéo restant assez controversé...

## Communauté
Une communauté a développé forum et add-ons (mods : thèmes, ordinateurs, images, sons). Introversion a, dès le début, distribué (sous licence) le code source du jeu avec d'autres outils sur le Uplink Developer CD. Ceci a mené à la distribution de nouvelles apparences du jeu, comme le mod FBI, qui ajoute le serveur du FBI dans le jeu, ainsi que de nouveaux systèmes de sécurité, de nouvelles missions. Introversion a laissé le développement ultérieur du jeu à la communauté des développeurs (possédant le CD adéquat).